# Xylosma nipensis
Xylosma nipensis är en videväxtart som beskrevs av Attila L. Borhidi. Xylosma nipensis ingår i släktet Xylosma och familjen videväxter. Inga underarter finns listade i Catalogue of Life.